# Tengyō
Tengyō (japanisch 天慶, auch Tenkyō oder Tenkei) ist eine japanische Ära (Nengō) von  Juni 938 bis Mai 947 nach dem gregorianischen Kalender. Der vorhergehende Äraname ist Jōhei, die nachfolgende Ära heißt Tenryaku. Die Ära fällt in die Regierungszeit der Kaiser (Tennō) Suzaku und Murakami.
Der erste Tag der Tengyō-Ära entspricht dem 22. Juni 938, der letzte Tag war der 14. Mai 947. Die Tengyō-Ära dauerte zehn Jahre oder 3249 Tage.

## Ereignisse
- 939 Jōhei-Tengyō-Unruhen (承平天慶の乱) unter Taira no Masakado
- 942 Der Kitano Tenman-gū wird erbaut